# ريس هيلي
ريس هيلي (6 ديسمبر 1994 بمانشستر في المملكة المتحدة - ) (بالإنجليزية: Rhys Healey)‏ هو لاعب كرة قدم بريطاني في مركز الهجوم. لعب مع كارديف سيتي وكولتشستر يونايتد ونادي كوناهس كواي ونادي دندي.

## وصلات خارجية
- ريس هيلي على موقع إي إس بي إن إف سي (الإنجليزية)
- ريس هيلي على موقع قاعدة بيانات كرة القدم.إي يو (الإنجليزية)
- ريس هيلي على موقع ليكيب (الفرنسية)
- ريس هيلي على موقع Soccerbase.com (لاعب) (الإنجليزية)
- ريس هيلي على موقع Soccerway.com (الإنجليزية)
- ريس هيلي على موقع عالم كرة القدم.نت (الإنجليزية)
- ريس هيلي على موقع كووورة
- ريس هيلي على موقع AS.com (الإسبانية)